# Хорошёво-Мнёвники
Хорошёво-Мнёвники — район в Северо-Западном административном округе Москвы, а также одноимённое внутригородское муниципальное образование.

## Территория и границы
Площадь территории района составляет 1781 га. При этом на сайте районной управы ранее сообщалось, что 520 га на территории района занимает жилая застройка, 420 га — Серебряный бор, 340 га — Мнёвниковская пойма р. Москвы и 220 га — промышленная зона.
Граница района Хорошёво-Мнёвники проходит по оси Причального проезда, далее по оси русла реки Москвы, северным границам территорий газораспределительной подстанции и стадиона «Октябрь», осям Живописной улицы и улицы Берзарина, западной и юго-западной границам полосы отвода Малого кольца МЖД до Причального проезда.
К территории района относятся два обособленных населённых пункта — посёлок Главмосстроя (в основном заброшен) и посёлок (деревня) Терехово.

## Население
| 2002     | 2010     | 2012     | 2013     | 2014     | 2015     | 2016     |
| -------- | -------- | -------- | -------- | -------- | -------- | -------- |
| 146 968  | ↗166 804 | ↗167 913 | ↗168 495 | ↗169 813 | ↗170 609 | ↗170 724 |
| 2017     | 2018     | 2019     | 2020     | 2021     | 2023     | 2024     |
| ↗170 913 | ↗172 371 | ↗173 615 | ↗174 834 | ↗180 431 | ↗181 520 | ↗182 497 |

### Национальный состав
По итогам переписи населения 2020 года проживали следующие национальности (национальности менее 0,1 % и другое, см. в сноске к строке «Другие»):
| Национальность | Численность, чел. | Доля     |
| -------------- | ----------------- | -------- |
| Русские        | 120 207           | 66,62 %  |
| Татары         | 1011              | 0,56 %   |
| Украинцы       | 1005              | 0,56 %   |
| Армяне         | 859               | 0,48 %   |
| Азербайджанцы  | 533               | 0,30 %   |
| Грузины        | 403               | 0,22 %   |
| Таджики        | 399               | 0,22 %   |
| Узбеки         | 386               | 0,21 %   |
| Киргизы        | 321               | 0,18 %   |
| Евреи          | 301               | 0,17 %   |
| Белорусы       | 292               | 0,16 %   |
| Чеченцы        | 189               | 0,10 %   |
| Другие         | 54 525            | 30,22 %  |
| Итого          | 180 431           | 100,00 % |

## История
О давнем заселении этих мест свидетельствуют обнаруженные археологами следы неолитической стоянки конца III — начала II тысячелетий до нашей эры. Однако само название Хорошёво появилось только в XVI веке. Прежде эта местность носила название Ходынский луг и принадлежала князю Дмитрию Донскому. Более двухсот лет — с 1631 по 1861 годы — село Хорошёво было центром дворцовой конюшенной волости. Живописное местоположение села на высоком холме, с которого открывался вид на долину Москвы-реки, замечательные возможности для соколиной и псовой охоты в окружающих лесах и рощах не могли не привлечь внимания Ивана Грозного, который, как предполагается, и дал селу название Хорошёво.
Деревня Мнёвники располагалась на левом берегу реки Москвы в центральной части большой Карамышевской излучины. Название Мнёвники закрепилось за жителями села в связи с тем, что так раньше называли ловцов налима — рыбы «мни». Хозяйственные документы царского двора свидетельствуют, что деревня Мнёвники была самым крупным подмосковным рыболовецким хозяйством и имела свою специализацию, связанную с особенностями реки в этой местности.
Основными достопримечательностями района, дошедшими до наших дней, являются заповедные места Серебряного бора, Храм Живоначальной Троицы в Хорошёве, возведённый в 1598 году, а также Мнёвниковская пойма реки Москвы.
В 1914 году на территории полей для связи с союзниками России по Антанте была построена Ходынская радиостанция.
С 1960-х годов на территории бывших селений Хорошёво и Мнёвники развёртывается массовое жилищное и культурно-бытовое строительство. Застройка осуществлялась большими кварталами с развитой инфраструктурой. В соответствии с Генеральным планом развития Москвы началось развитие нового микрорайона, а точнее, района Хорошёвский, который впоследствии был переименован в Ворошиловский, а затем решением депутатов районного Совета району было возвращено название Хорошёвский.
В 1991 году образован Северо-Западный административный округ и в его составе на месте прежнего Хорошёвского района временные муниципальные округа «Хорошёво-Мнёвники», «Щукино» и «Строгино». С 1995 года муниципальные округа получили статус района Москвы.
Работа новой структуры исполнительной власти ознаменовала новый этап в развитии района — реконструкция пятиэтажного жилого фонда и его замена на современные комфортабельные дома в процессе «реновации»
.

## Экономика
На территории современного района Хорошёво-Мнёвники расположено более 30 крупных промышленных предприятий. Среди них Первый автокомбинат и 5-й автобусный парк; предприятия связи — Московская радиовещательная станция, Центральное розничное печатное агентство «Роспечать»; предприятия строительной индустрии — ОАО «Спецстройбетон», Комбинат строительных материалов № 24; теплопроизводящее предприятие — ТЭЦ-16. Более 60 % работников этих предприятий — жители района.

## Транспорт
Основные транспортные магистрали — это улица Мнёвники и Звенигородское шоссе. Среди крупных улиц можно отметить улицы Народного Ополчения, Живописную, Берзарина и проспект Маршала Жукова.
Через район проходит одна из крупнейших магистралей Москвы — Северо-Западная хорда, в состав которой входят улицы Народного Ополчения и Нижние Мнёвники.
В рамках строительства третьего участка Северо-Западной хорды был построен тоннель на пересечении улиц Народного Ополчения и Берзарина и новый мост через Москву-реку (дублёр Крылатского). Была проведена реконструкция улицы Народного Ополчения. Построен новый мост — дублёр Карамышевского моста.
Также была построена развязка на пересечении улицы Народного Ополчения и проспекта Маршала Жукова.
На территории района расположены станции Хорошёво и Зорге Московского центрального кольца, а также станции «Терехово», «Мнёвники» и «Народное Ополчение» Большой кольцевой линии Московского метрополитена.
Со строительством Рублёво-Архангельской линии на территории района появятся станции метро: Звенигородская, Народное Ополчение и Бульвар Карбышева.

## Достопримечательности
- Серебряный Бор
- Живописный мост
- Октябрьская радиотелебашня (демонтируется)
- Шинозавр (демонтирован)

## Религия
В районе имеются следующие православные храмы:
- Храм Живоначальной Троицы в Хорошёве. Адрес: Карамышевская набережная, 15.
- Храм-часовня Георгия Победоносца — на территории учебно-методического центра по гражданской обороне и чрезвычайным ситуациям г. Москвы. Адрес: Живописная улица, 28.
- Храм иконы Божией Матери «Споручница Грешных» при Краснопресненской пересыльной тюрьме (домовый). Приписан к храму Спаса Преображения в Тушино.
- Храм великомученника Фёдора Тирона.

Адрес: Улица Берзарина, 15, к. 1
- Строящийся храм великомученика Дмитрия Солунского в Хорошёве (строится рядом с храмом Фёдора Тирона)[31].
- Храм Святого благоверного князя Александра Невского в Хорошёве. Адрес: улица Мнёвники, владение 10.

Храмы входят в состав Успенского благочиния Московской городской епархии Русской православной церкви.

## Парки и скверы
На территории Хорошёва-Мнёвников частично находится природно-исторический парк «Москворецкий» — крупнейший природный парк Москвы, особо охраняемая природная территория регионального значения.
В границах района Хорошёво-Мнёвники расположены знаковые территории:
- Серебряный Бор — памятник природы, искусственный остров, образованный после строительства Хорошёвского спрямления. На территории острова встречаются леса, луга, тростниковое болото, пруд Копань и озеро Бездонное. Создан рукотворный парк «Ветеран», есть пляжи с местами для купания. В Серебряном бору сохранились сосны возрастом 120—300 лет[33].
- Мнёвниковская пойма — остров, образованный излучиной Москвы-реки и Карамышевским спрямлением. В 2011 году в пойме был открыт Москворецкий дендропарк — парк, в котором высажены растения, характерные для различных климатических зон.
- Карамышевская набережная — набережная на левом берегу Москвы-реки. Озелененный участок является особо охраняемой природной территорией. В будущем набережную запланировано реконструировать и благоустроить с учётом природных особенностей[34].
- Лес «Октябрьское радиополе» — зелёный участок между улицами Народного Ополчения и Маршала Тухачевского. В настоящее время лес застраивается многоэтажными жилыми домами.
- Парк «Берёзовая роща» — парк, обустроенный в 2013 году между 3-й Хорошёвской улицей и Новохорошёвским проездом. В парке построены спортивные и детские площадки[35].
- Бульвар Генерала Карбышева — зона отдыха между проспектом Маршала Жукова и улицей Маршала Тухачевского. Со стороны проспекта Маршала Жукова установлен памятник Карбышеву (автор — Владимир Цигаль). В прогулочной части бульвара проложены пешеходные дорожки, есть скамейки для отдыха, детские площадки, спортивная зона. Композиционным центром служит ротонда с концертной площадкой[36].
- Сквер Народных Ополченцев — озеленённая территория площадью три гектара между улицей Народного Ополчения и проспектом Маршала Жукова. Главной достопримечательностью сквера является памятник «Ополченцы». В 2017 году в ходе работ по благоустройству в сквере был создан музей под открытым небом: в сквере стоят информационные стенды, рассказывающие об истории Народного ополчения в Москве и об улицах района, названных в честь героев Великой Отечественной войны[37][38].
- Сквер имени Пушкина — зона отдыха напротив дома 19 на улице Маршала Тухачевского. К 200-летию А. С. Пушкина здесь был заложен мемориальный камень. В 2019 году в сквере прошли работы по благоустройству по программе «Мой район», по итогу которых в зоне отдыха был установлен барельеф с профилем поэта. На территории также есть скамейки для отдыха, парковые качели[39].
- Сквер у домов 1-9 на улице Берзарина — зона для прогулок и отдыха, обустроенная по обе стороны от железнодорожных путей. Полностью обновлена в 2021 году. В сквере есть три детские площадки, спортивные зоны и скейт-парк, сцена, сухой фонтан с подсветкой[40].

В районе также обустроены скверы на пересечении улиц Расплетина и Берзарина, на проспекте Маршала Жукова.